# Hash Jar Tempo
Hash Jar Tempo è un progetto musicale nato fra la collaborazione del gruppo psichedelico statunitense Bardo Pond e il chitarrista sperimentale neozelandese Roy Montgomery.

## Storia
Nel 1995 Montgomery venne presentato ai membri dei Bardo Pond, che avevano già avuto familiarità con il progetto Dadamah di Roy Montgomery. Il 26 marzo dello stesso anno, i Bardo Pond e Montgomery entrarono nello studio e registrarono una sessione completamente improvvisata che venne pubblicata due anni più tardi nel disco Well Oiled, uscito a nome di Hash Jar Tempo (storpiatura di Ash Ra Tempel). L'album che vede la partecipazione di tre chitarristi, si compone di sette movimenti strumentali e che costituiscono "una summa del rock psichedelico". Quando Montgomery tornò negli Stati Uniti, la band si riunì e registrò un'altra sessione improvvisata il 27 aprile 1998, questa volta con la partecipazione di Isobel Sollenberger. Le tracce risultanti uscirono nel loro album finale Under Glass (1999), più ritmico e sperimentale rispetto all'esordio. Il gruppo non ha mai partecipato ad alcuna tournée.

## Discografia
- 1997 – Well Oiled
- 1999 – Under Glass